# Chuzestan (Region)

Chuzestan vor der arabischen Eroberung

Chuzestan (persisch خوزستان, DMG Ḫūzestān, aus altpersisch [h]Ūvjiya; deutsch auch Khusistan und Chusistan, englisch Khuzistan), auch persisch عربستان, DMG ʿArabistān, ist eine historische Landschaft, deren Kerngebiet heute die südwestiranische Provinz Chuzestan mit der Hauptstadt Ahvaz bildet.
Das historische chuzestanische Gebiet erstreckt sich ausgehend vom Zagros-Gebirge in Iran bis an das Ostufer des Tigris im heutigen Irak. Im Süden reicht es bis in die Gegend um Schiras und im Norden bis in die iranische Provinz Ilam. Die heutige Bevölkerung Chuzestans gehört überwiegend der schiitischen Glaubensrichtung des Islam an und spricht Arabisch sowie verschiedene persische Dialekte (wie Bachtiarisch und Lurisch).
Im südiranischen Tiefland zwischen dem Zagros-Gebirge und dem Persischen Golf überwiegen heute wüstenähnliche Steppe und an den Flussläufen Karun, Karche (Kercha) und Schatt al-Arab größere Sumpfgebiete. Wegen ergiebiger Erdöl- und Erdgas-Vorkommen ist Chuzestan Mitte des 20. Jahrhunderts wieder zu einer weltwirtschaftlich und geopolitisch bedeutenden Region geworden.

## Geschichte

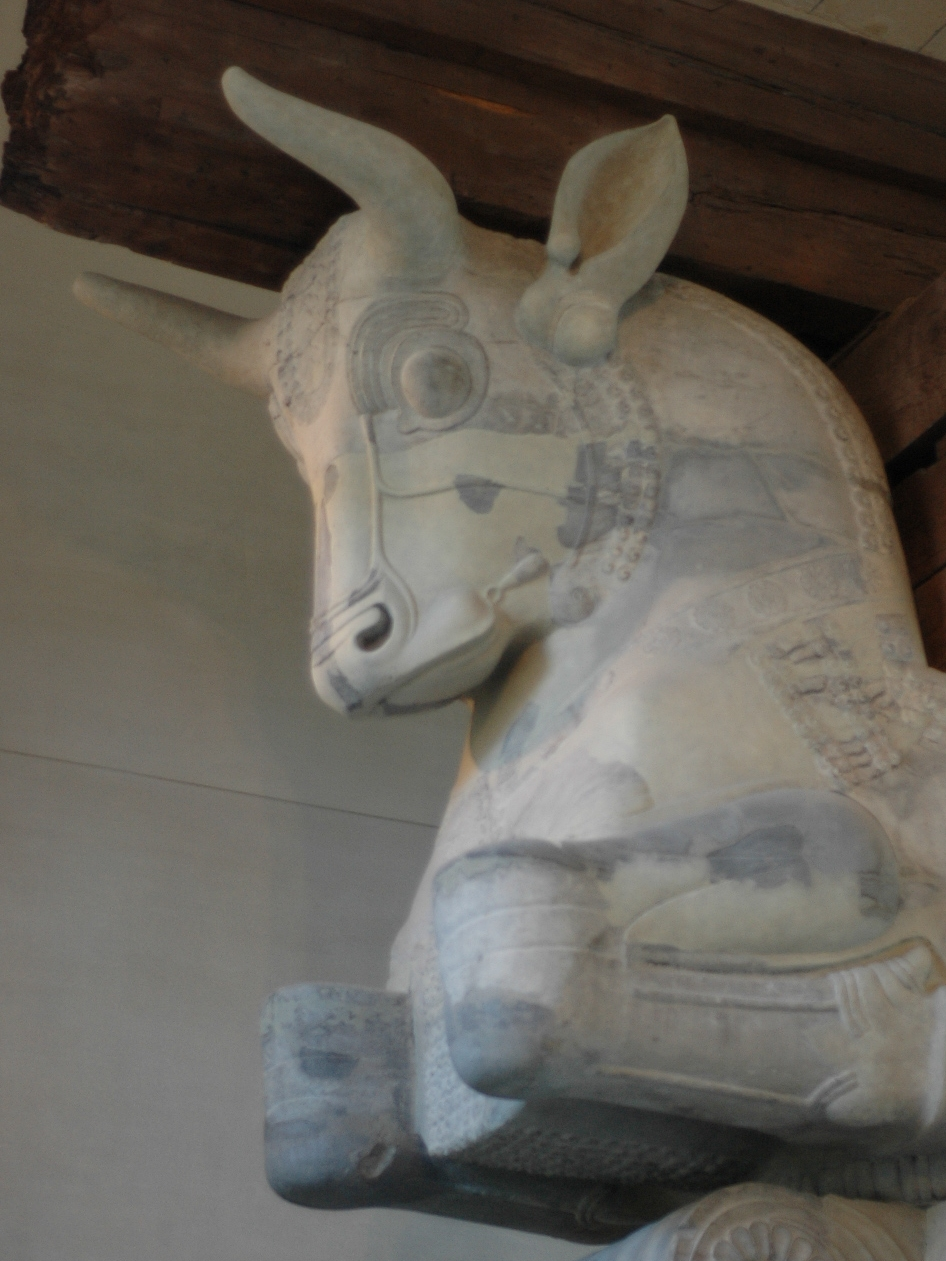
Stierkapitell, Apadanahalle, Susa, Louvre

### Antike bis zum 20. Jahrhundert
Zu Zeiten der Elamiter, Babylonier und Meder war Chusistan durch hochentwickelte Bewässerungsanlagen erschlossen und galt bis zur Arabisierung im 7. Jahrhundert als Kornkammer Mesopotamiens und Persiens.
Im Jahre 639 fiel Abū Mūsā al-Aschʿarī in diesem Gebiet ein und eroberte es für den Islam. In Mittelelamitischer Zeit waren die wichtigsten Städte in Chusistan Susa (Šušan), Tschogha Zanbil (Al Untasch-Napiriša) und Haft Tepe (vielleicht Kabnak). Unter Schapur II. (gestorben 379) wurden viele Kriegsgefangene nach Chusistan verbracht, da dort eine schwungvolle Textilindustrie vorherrschte und weiter angekurbelt werden sollte. Von etwa 932 bis 1055 herrschten die Buyiden über die Region.

### Jüngere Geschichte
1924 lehnte sich Scheich Khazʽal Ibn Jabir erfolglos gegen die iranische Zentralregierung in Teheran auf. 1979, nach der islamischen Revolution, lehnten sich die Araber in Chusistan erneut auf. Dabei wurden sie vom irakischen Diktator Saddam Hussein unterstützt. Unter anderem war die Demokratische Revolutionäre Bewegung für die Befreiung Arabistans an diesem erfolglosen Aufstand beteiligt. Diese Organisation bekannte sich auch zu der Geiselnahme in der iranischen Botschaft in London 1980, bei der ein iranischer Botschaftsangehöriger ermordet wurde sowie bei der Befreiung eine weitere Geisel und fünf der sechs Geiselnehmer ums Leben kamen.
Von 1980 bis 1988 war das iranische Chusistan Ziel eines irakischen Eroberungskrieges. In diesem Krieg, der vom Irak begonnen worden war, verzeichnete der Irak bis 1982 Geländegewinne (fast ausschließlich in Chusistan). Dabei konnte die Stadt Susangerd erobert werden und die irakischen Truppen erreichten fast die Stadtgrenzen von Ahvaz und Dezful. Am 11. Januar 1981 war die Gegend um Susangerd Schauplatz der Panzerschlacht von Susangerd, der bis dato größten Panzerschlacht nach dem Jom-Kippur-Krieg, 1973. Etwas später, am 19. März 1981, fand in Dezful die Schlacht von Dezful statt. Weitere Schlachten auf dem Boden Chusistans waren: Die Belagerung von Abadan, die Schlacht von Chorramschahr (Eroberung durch den Irak), die Rückeroberung Chorramschahrs durch Iran, die Schlacht von Dezful.
Im Juli 2021 kam es zu Protesten in mehreren Städten gegen die anhaltende Wasserknappheit und Stromausfälle.

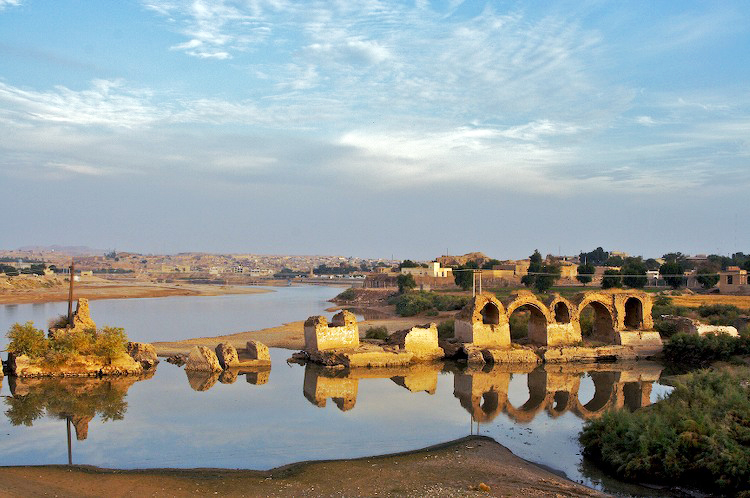
Brücke in Schuschtar, in der Nähe von Susa
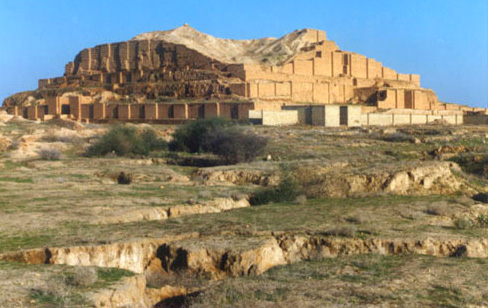
Elamische Zikkurat von Tschogha Zanbil, erbaut unter Untasch Napirischa
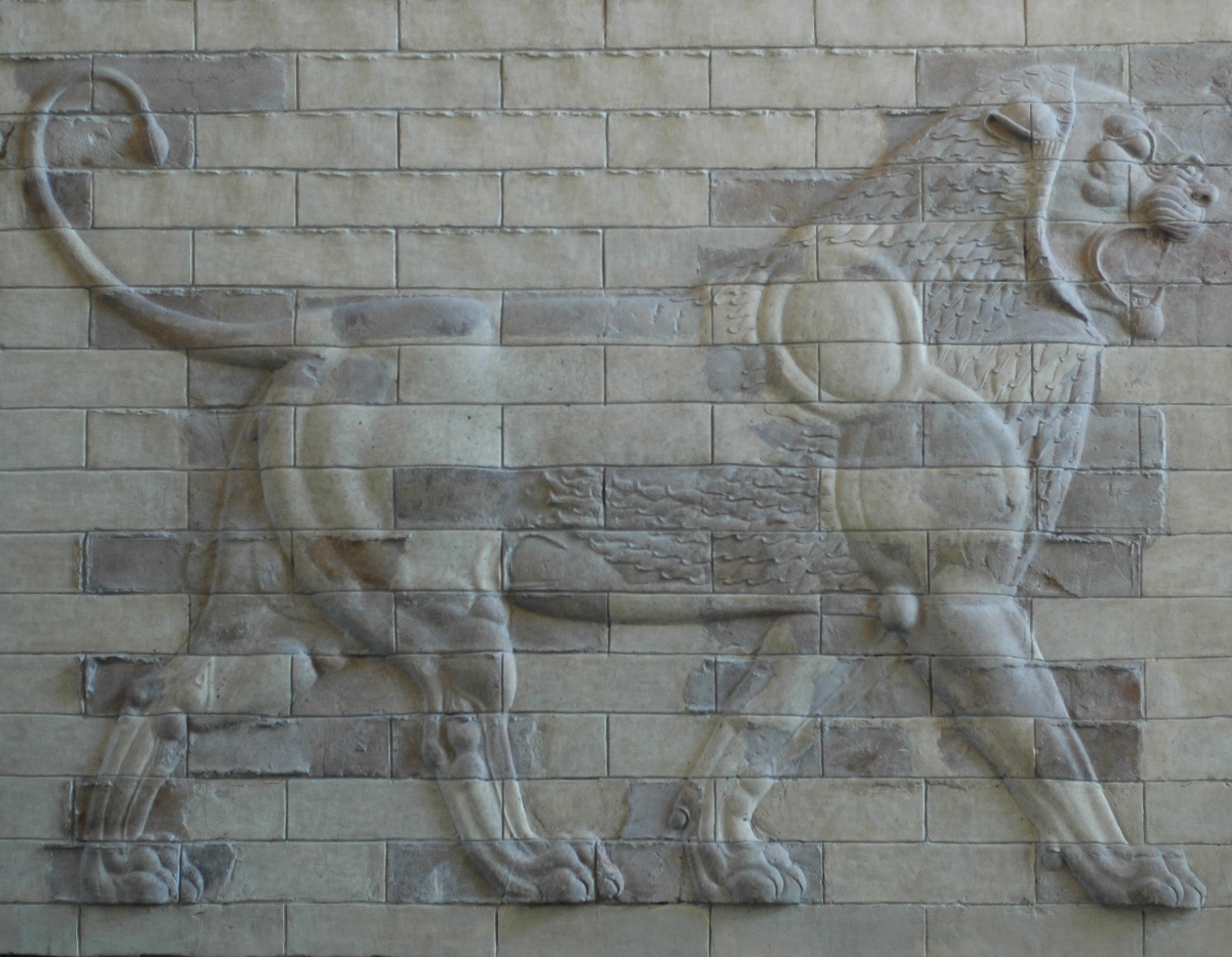
Achämenidischer Dariuschpalast, Susa (Schuschan), Löwe auf einer Dekorationstafel, Louvre
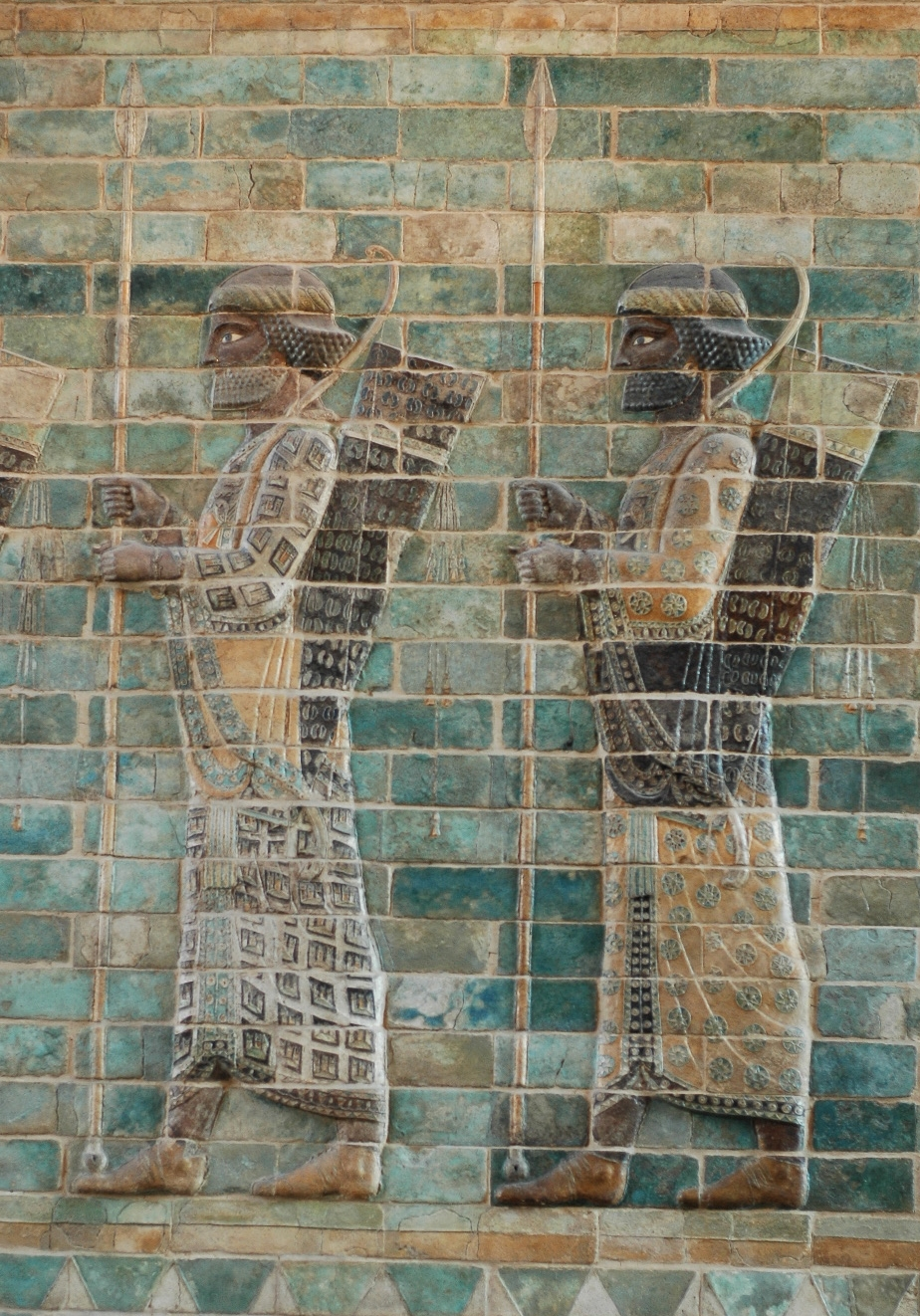
Schütze (Dariuschpalast, Susa), Louvre